# NGC 4198
NGC 4198 (również IC 778, PGC 39090 lub UGC 7249) – galaktyka spiralna (S0-a), znajdująca się w gwiazdozbiorze Wielkiej Niedźwiedzicy. Odkrył ją William Herschel 14 kwietnia 1789 roku. Jest to galaktyka z aktywnym jądrem typu LINER.